# Giacomo Antonio Boni

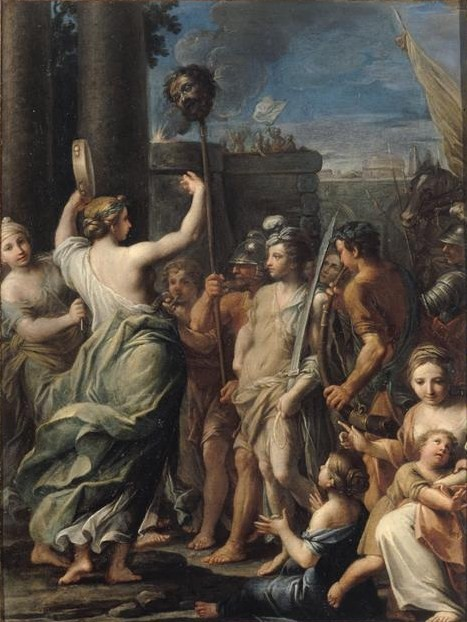
Triunfo de David, Musée Fesch, Ajaccio.

Giacomo Antonio Boni (Bolonia, 28 de abril de 1688 - Génova, 7 de enero de 1766), pintor italiano del último Barroco.

## Biografía
Formado en el ambiente artístico emiliano, fue aprendiz de Marcantonio Franceschini y Donato Creti en Bolonia y de Carlo Cignani en Forli. Un viaje a Génova, donde pudo admirar la obra de los pintores locales, especialmente de Lorenzo de' Ferrari, contribuyó a dotar a su obra de una mayor solidez y equilibrio compositivo. Establecido en dicha ciudad, realizó numerosas decoraciones en palacios y casas nobles. También trabajó en el resto de Italia, como en Roma, Bolonia, Parma o Piacenza.
En 1726 volvió a Génova, donde realizó las decoraciones del Palazzo Bali-Durazzo junto a Tommaso Aldrovandini, que se encargó de las quadraturas (perspectivas arquitectónicas). Es uno de sus mejores trabajos, llenos de la delicadeza rococó que en aquellos años comenzaba a imponerse.
Ingresó en la Accademia Clementina en 1720, de la que fue director durante dos años (1721-1723).

## Obras destacadas
- Oración en el Huerto (Santa Maria Maddalena, Génova)
- Deposición (Santa Maria Maddalena, Génova)
- Frescos del Palazzo del Podestà
  - Crianza de Júpiter
- Frescos de la Cúpula del Sacramento (1712, San Pedro, Roma), en colaboración con Marcantonio Franceschini.
- Frescos de los Celestini (Bolonia), en colaboración con Giacinto Garofalini y Luca Antonio Bistega.
- Frescos de Santa Maria del Popolo (1717, Piacenza)
- Frescos del Coro de los Benedictinos (1725, Parma)
- Frescos del Palazzo Bali-Durazzo, Palazzo Reale (1726, Génova), en colaboración con el quadraturista Tommaso Aldrovandini.
  - Céfiro y Flora
- Frescos de la Capilla de San Giovanni Evangelista (Parma), junto a Aldrovandini y Giuseppe Carpi.
- Frescos de la cúpula del Oratorio de Santa Maria della Costa (San Remo)
- Triunfo de David (Musée Fesch, Ajaccio)